# Данлоп, Джеймс
Джеймс Данлоп (англ. James Dunlop; 1793—1848) — британский астроном.

## Биография
Работал у сэра Томаса Брисбена в его частной обсерватории, расположенной в Парраматте, Новый Южный Уэльс (англ. Parramatta, New South Wales), приблизительно в 23 километрах к западу от Сиднея, Австралия в 1820-х — 1830-х годах. Данлоп был астрономом — наблюдателем, выполняя работу по астрометрии для Брисбена. Самостоятельно обнаружил и занёс в каталог много южных двойных звёзд и дальних объектов глубокого космоса. Позже он стал руководителем обсерватории, когда она была продана Правительству Нового Южного Уэльса.
Награждён Золотой медалью Королевского астрономического общества в 1828 году.